# Josef Poul

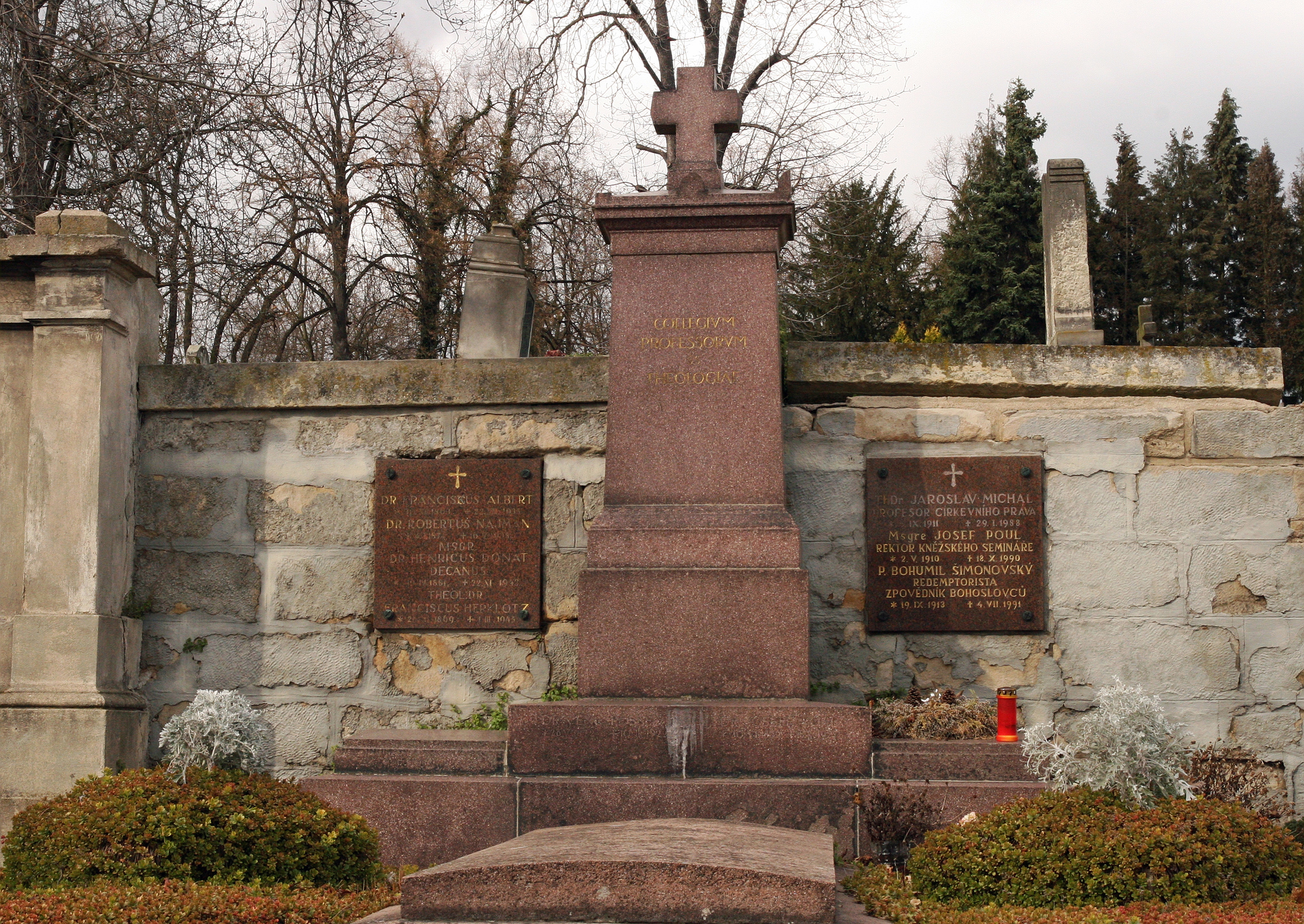
Hrobka profesorů teologie, městský hřbitov, Litoměřice

Josef Poul (2. května 1910 Radostín nad Oslavou – 18. října 1990 Litoměřice) byl český katolický kněz, politický vězeň, rektor kněžského semináře v Litoměřicích a pedagog.

## Původ
Rod Poulů žil na Vysočině již od dávných dob a nejstarší zmínka o rodině pochází z pozemkových knih žďárského panství z roku 1653, kdy jméno Poul byla zapsáno na gruntu s č. 6 v Nové Vsi u Nového Města na Moravě. Nedaleko odtud v obci Česká Mez v domě čp. 4 žil také jeho pradědeček Josef Poul (* 10. 9. 1811). Tento pradědeček se třikrát oženil, třikrát ovdověl a vychoval celkem 15 dětí. Aby uživil svou početnou rodinu, zakoupil v roce 1855 statek v Radostíně nad Oslavou (čp. 35) a k tomu 22 hektarů půdy. Tento statek pak předal svému synu Jakubovali (* 10. 11. 1850), který zde vychoval dva syny Josefa a Františka. Starší Josef (* 4. 4. 1880) převzal statek a v roce 1909 se ve 29 letech oženil s Marií Švormovou, dcerou radostínského mlynáře. Protože Marie Švormová ve věku 19 let nebyla podle tehdejších zákonů ještě zletilá, v jednání při uzavírání svatební smlouvy ji musel zastupovat její otec František Švoma. V radostínském kostele sv. Bartoloměje je oddával tamní farář Jan Novotný. V následujícím roce po svatbě se jim 2. 5. 1910 narodil nejstarší syn, budoucí rektor semináře, Josef Poul. Pokřtěn byl druhý den po narození farářem Janem Novotným v radostínském kostele. Za kmotry mu byli František Švoma, mlynář v Radostíně (jeho dědeček) s manželkou Růženou rozenou Roštokovou (babička). V rodině Poulových se narodilo celkem třináct dětí, z nichž dospělosti dožilo jen devět. 
V roce 1913 zemřela na výměnku žijící babička malého Josefa, dědeček Jakub pak předal tíži hospodaření na statku Josefovým rodičům. Josefův otec byl pak v roce 1914 mobilizován do I. světové války, avšak židovský lékař v odvodové komisi jej jako nemocného začlenil mezi vojáky v týlu a přidělil ke službě v kasárnách. Židovský lékař se totiž s Josefem Poulem starším znal z jeho vojenské služby, kterou absolvoval v letech 1901–1904 u 6. c. k. regimentu dragounů v Innsbrucku. Poul starší se tehdy zastával šikanového židovského chlapce, právě onoho pozdějšího židového lékaře u odvodové komise.
V roce 1916 nastoupil do místní trojtřídní obecné školy v budově čp. 86 v blízkosti kostela, kde jej náboženství vyučoval farář Jakub Vokoun, který do Radostína přišel v roce 1917. Měl na malého Poula v náboženských otázkách formační vliv. Po skončení I. sv. války se zemědělská usedlost Poulových stala prosperující a obec si Josefa Poula staršího vybrala, jako úspěšného hospodáře, pro roky 1920–1927 za starostu.

## Aktivity a věznění
Vystudoval diecézní kněžské učiliště v Brně. Kněžské svěcení přijal 5. července 1934. První mši svatou (primici) celebroval v témže roce v rodném Radostíně. V letech 1940-1949 byl profesorem katecheticky a pedagogiky na diecézním bohovědnému učilišti v Brně a učitel náboženství na Dívčím reálném gymnáziu v Brně. 30. prosince 1948 byl na příkaz orgánů Oblastní úřadovny StB v Uherském Hradišti zatčen. Důvodem jeho zatčení byly styky s předúnorovým poslancem Ústavodárného národního shromáždění Dr. Bohdanem Chudobou, který po komunistickém převratu odešel do exilu. Poul spolu se Stanislavem Langrem zajišťoval předání zbylého Chodubova majetku jeho bratrovi a matce, kteří zůstali ve vlasti. Chudoba v průběhu léta 1948 za Poulem vyslal několik emisarů ze zahraničí, kteří jej, podle mínění komunistických orgánů, měli přesvědčovat k zahájení reakční odbojové činnosti. Poul byl fyzicky mučen a při tvrdých výsleších doznal, že tomu tak bylo, avšak odmítl, že by s takovým typem činnosti skutečně začal. Dále udržoval písemný kontakt s dalším emigrantem, ThDr. Lekavým. Byl tedy, spolu s Langerem, postaven přes senát Státního soudu v Brně (předseda JUDr. Jaroslav Scheybal), který jej odsoudil k třem a půl letům odnětí svobody nepodmíněně a řadě vedlejších trestů (čtvrtletně tvrdé lůžko, hrazení nákladu trestního řízení a vazby, pokuta deset tisíc Kčs nebo 1 měsíc odnětí svobody a ztráta čestný práv občanských na pět let. Langer byl odsouzen k jednomu roku odnětí svobody. Relativně nízká trestní sazba byla dána tím, že oba byli odsouzeni ještě podle zák. 50/1923 Sb.

## Pastorační a pedagogická činnost
Od 1. března 1953 mohl opět působit v pastoraci. Zpočátku v Litoměřicích při katedrále od 1. července 1953 do roku 1954 a od 1. září 1956 do roku 1957; dále na Střekově a v Nymburce. Od 1. srpna 1966 byl jmenován rektorem kněžského bohosloveckého semináře v Litoměřicích.
Litoměřický biskup Štěpán Trochta ocenil zvláštním dopisem dne 25. května 1969 Poulovu „Neúnavnou práci a snahu o co nejlepší vedení bohoslovců“ a udělil mu právo užívat synodálie a expositorium (latinsky ius synodalium et expositorium canonicale).
Stal se také externím vyučováním pedagogiky a katechetiky na Římskokatolické Cyrilometodějské bohoslovecké fakultě v Praze se sídlem v Litoměřicích. Pověřen byl dne 21. listopadu 1968, s účinností od 1. září 1968 a s platností pro rok 1968–1969. Působení zde ukončil v dubnu 1969.
Dne 23. září 1970 byl znovu pověřen vyučováním pedagogiky na téže fakultě pro rok 1970–1971. 22. září 1971 byl jmenován tamtéž lektorem pro obor pedagogiky v roce 1971–1972. Pedagogické působení bylo ukončeno na konci roku 1971–1972.
Funkci rektora kněžského semináře vykonával do 31. prosince 1974, kdy ji definitivně předal svému nástupci Václavu Červinkovi. Dále působil v duchovní správě. V roce 1989 se stal výpomocným duchovním v Litoměřicích a pobýval na Dómském náměstí čp. 7. Zemřel v Litoměřicích 18. října 1990. Pohřeb se konal 25. října 1990 z litoměřické katedrály sv. Štěpána do hrobky profesorů a představených kněžského semináře na litoměřickém hřbitově.